# Élections cantonales de 1992 dans les Pyrénées-Atlantiques
Les élections cantonales de 1992 dans les Pyrénées-Atlantiques ont eu lieu les 22 et 29 mars 1992.
Lors de ces élections, 26 des 52 cantons des Pyrénées-Atlantiques ont été renouvelés. Elles ont vu la reconduction de la majorité UDF dirigée par François Bayrou, remplaçant Henri Grenet, président du conseil général depuis 1985.

## Résultats à l’échelle du département
Répartition départementale des résultats (2e tour).
- PCF (2,66 %)
- PS (33,28 %)
- Majorité (5,22 %)
- Régionalistes (1,18 %)
- RPR (30,53 %)
- UDF (20,23 %)
- DVD (6,9 %)

| Étiquette      | Étiquette                          | Premier tour | Premier tour | Second tour | Second tour | Sièges |
| Étiquette      | Étiquette                          | Voix         | %            | Voix        | %           | Sièges |
| -------------- | ---------------------------------- | ------------ | ------------ | ----------- | ----------- | ------ |
|                | Parti socialiste                   | 32 782       | 23,43        | 35 455      | 33,28       | 4      |
|                | Parti communiste français          | 8 878        | 6,35         | 2 839       | 2,66        | 0      |
|                | Majorité présidentielle            | 5 944        | 4,25         | 5 561       | 5,22        | 3      |
|                | Extrême gauche                     | 197          | 0,14         |             |             |        |
| Gauche         | Gauche                             | 47 801       | 34,17        | 43 855      | 41,16       | 7      |
|                |                                    |              |              |             |             |        |
|                | Rassemblement pour la République   | 28 928       | 20,68        | 32 523      | 30,53       | 9      |
|                | Union pour la démocratie française | 20 490       | 14,65        | 21 550      | 20,23       | 7      |
|                | Divers droite                      | 15 801       | 11,30        | 7 354       | 6,90        | 3      |
|                | Front national                     | 10 262       | 7,34         |             |             |        |
| Droite         | Droite                             | 75 481       | 53,97        | 61 427      | 57,66       | 19     |
|                |                                    |              |              |             |             |        |
|                | Génération écologie                | 5 070        | 3,62         |             |             |        |
|                | Les Verts                          | 4 077        | 2,91         |             |             |        |
| Écologistes    | Écologistes                        | 9 147        | 6,53         |             |             |        |
|                |                                    |              |              |             |             |        |
|                | Régionalistes                      | 7 464        | 5,34         | 1 260       | 1,18        | 0      |
|                |                                    |              |              |             |             |        |
| Inscrits       | Inscrits                           | 202 662      | 100,00       | 175 916     | 100,00      |        |
| Abstention     | Abstention                         | 56 430       | 27,84        | 61 537      | 34,98       |        |
| Votants        | Votants                            | 146 232      | 72,16        | 114 379     | 65,02       |        |
| Blancs et nuls | Blancs et nuls                     | 6 339        | 4,33         | 7 837       | 6,85        |        |
| Exprimés       | Exprimés                           | 139 893      | 95,67        | 106 542     | 93,15       |        |

## Résultats par canton

### Canton d'Anglet-Nord
| Candidats      | Candidats            | Étiquette      | Premier tour | Premier tour | Second tour | Second tour |
| Candidats      | Candidats            | Étiquette      | Voix         | %            | Voix        | %           |
| -------------- | -------------------- | -------------- | ------------ | ------------ | ----------- | ----------- |
|                | André Graciannette*  | UDF            | 2 097        | 29,42        | 3 330       | 60,45       |
|                | Robert Lagareste     | PS             | 1 238        | 17,37        | 2 179       | 39,55       |
|                | Jacques Veunac       | DVD            | 1 227        | 17,21        | Retrait     | Retrait     |
|                | Marie-Mélanie Pareau | FN             | 624          | 8,75         |             |             |
|                | Jean-Marc Lassus     | GE             | 612          | 8,58         |             |             |
|                | Jean-Pierre Roux     | PCF            | 468          | 6,56         |             |             |
|                | Françoise Come       | Verts          | 426          | 5,98         |             |             |
|                | Jacques Saldubehere  | REG            | 258          | 3,62         |             |             |
|                | Michel Labarta       | PS             | 179          | 2,51         |             |             |
|                |                      |                |              |              |             |             |
| Inscrits       | Inscrits             | Inscrits       | 10 970       | 100,00       | 10 970      | 100,00      |
| Abstention     | Abstention           | Abstention     | 3 495        | 31,86        | 4 806       | 43,81       |
| Votants        | Votants              | Votants        | 7 475        | 68,14        | 6 164       | 56,19       |
| Blancs et nuls | Blancs et nuls       | Blancs et nuls | 346          | 4,63         | 655         | 10,63       |
| Exprimés       | Exprimés             | Exprimés       | 7 129        | 95,37        | 5 509       | 89,37       |

*sortant

### Canton d'Aramits
| Candidats      | Candidats         | Étiquette      | Premier tour | Premier tour |
| Candidats      | Candidats         | Étiquette      | Voix         | %            |
| -------------- | ----------------- | -------------- | ------------ | ------------ |
|                | Louis Althapé*    | RPR            | 1 225        | 57,65        |
|                | Yves Touraine     | PS             | 524          | 24,66        |
|                | Joël Rouyet       | REG            | 157          | 7,39         |
|                | René Bordegaray   | PCF            | 119          | 5,60         |
|                | Thierry Labaquere | FN             | 100          | 4,71         |
|                |                   |                |              |              |
| Inscrits       | Inscrits          | Inscrits       | 2 773        | 100,00       |
| Abstention     | Abstention        | Abstention     | 562          | 20,27        |
| Votants        | Votants           | Votants        | 2 211        | 79,73        |
| Blancs et nuls | Blancs et nuls    | Blancs et nuls | 86           | 3,89         |
| Exprimés       | Exprimés          | Exprimés       | 2 125        | 96,11        |

*sortant

### Canton d'Arthez-de-Béarn
| Candidats      | Candidats          | Étiquette      | Premier tour | Premier tour |
| Candidats      | Candidats          | Étiquette      | Voix         | %            |
| -------------- | ------------------ | -------------- | ------------ | ------------ |
|                | Léon Costedoat*    | UDF            | 2 740        | 50,24        |
|                | Raymond Elissonde  | PS             | 1 526        | 27,98        |
|                | Jean Haurat        | PCF            | 520          | 9,53         |
|                | Colette Laplechere | REG            | 364          | 6,67         |
|                | Nicole Coulon      | FN             | 304          | 5,57         |
|                |                    |                |              |              |
| Inscrits       | Inscrits           | Inscrits       | 7 258        | 100,00       |
| Abstention     | Abstention         | Abstention     | 1 524        | 21,00        |
| Votants        | Votants            | Votants        | 5 734        | 79,00        |
| Blancs et nuls | Blancs et nuls     | Blancs et nuls | 280          | 4,88         |
| Exprimés       | Exprimés           | Exprimés       | 5 454        | 95,12        |

*sortant

### Canton d'Arzacq-Arraziguet
| Candidats      | Candidats            | Étiquette      | Premier tour | Premier tour |
| Candidats      | Candidats            | Étiquette      | Voix         | %            |
| -------------- | -------------------- | -------------- | ------------ | ------------ |
|                | Jean Casseignau*     | DVD            | 1 988        | 55,21        |
|                | Henri Fam            | PS             | 1 387        | 38,52        |
|                | Gérard Cassagne      | PCF            | 121          | 3,36         |
|                | Jean-Francois Cartau | FN             | 105          | 2,92         |
|                |                      |                |              |              |
| Inscrits       | Inscrits             | Inscrits       | 4 296        | 100,00       |
| Abstention     | Abstention           | Abstention     | 595          | 13,85        |
| Votants        | Votants              | Votants        | 3 701        | 86,15        |
| Blancs et nuls | Blancs et nuls       | Blancs et nuls | 100          | 2,70         |
| Exprimés       | Exprimés             | Exprimés       | 3 601        | 97,30        |

*sortant

### Canton de La Bastide-Clairence
| Candidats      | Candidats           | Étiquette      | Premier tour | Premier tour | Second tour | Second tour |
| Candidats      | Candidats           | Étiquette      | Voix         | %            | Voix        | %           |
| -------------- | ------------------- | -------------- | ------------ | ------------ | ----------- | ----------- |
|                | Jean Castaings*     | RPR            | 1 251        | 39,51        | 1 499       | 49,73       |
|                | Léopold Darritchon  | DVD            | 770          | 24,32        | 1 515       | 50,27       |
|                | Jean Falagan        | PS             | 643          | 20,31        | Retrait     | Retrait     |
|                | Jean-Michel Barbier | REG            | 323          | 10,20        |             |             |
|                | Barthélemy Savary   | PCF            | 106          | 3,35         |             |             |
|                | Gérard Duquenne     | FN             | 73           | 2,31         |             |             |
|                |                     |                |              |              |             |             |
| Inscrits       | Inscrits            | Inscrits       | 4 019        | 100,00       | 4 019       | 100,00      |
| Abstention     | Abstention          | Abstention     | 760          | 18,91        | 919         | 22,87       |
| Votants        | Votants             | Votants        | 3 259        | 81,09        | 3 100       | 77,13       |
| Blancs et nuls | Blancs et nuls      | Blancs et nuls | 93           | 2,85         | 86          | 2,77        |
| Exprimés       | Exprimés            | Exprimés       | 3 166        | 97,15        | 3 014       | 97,23       |

*sortant

### Canton de Bayonne-Est
| Candidats      | Candidats                          | Étiquette      | Premier tour | Premier tour | Second tour | Second tour |
| Candidats      | Candidats                          | Étiquette      | Voix         | %            | Voix        | %           |
| -------------- | ---------------------------------- | -------------- | ------------ | ------------ | ----------- | ----------- |
|                | Jean Grenet                        | UDF            | 1 953        | 47,83        | 2 219       | 63,75       |
|                | Pierre Duprat                      | PS             | 877          | 21,48        | 1 262       | 36,25       |
|                | Marie-Thérèse Lannes de Montebello | FN             | 344          | 8,43         |             |             |
|                | Gilbert Desez                      | PCF            | 270          | 6,61         |             |             |
|                | Marie-Eve Lamouliatte              | GE             | 248          | 6,07         |             |             |
|                | Michel Berger                      | REG            | 206          | 5,05         |             |             |
|                | Marie Felices                      | Verts          | 185          | 4,53         |             |             |
|                |                                    |                |              |              |             |             |
| Inscrits       | Inscrits                           | Inscrits       | 6 250        | 100,00       | 6 248       | 100,00      |
| Abstention     | Abstention                         | Abstention     | 1 968        | 31,49        | 2 499       | 40,00       |
| Votants        | Votants                            | Votants        | 4 282        | 68,51        | 3 749       | 60,00       |
| Blancs et nuls | Blancs et nuls                     | Blancs et nuls | 199          | 4,65         | 268         | 7,15        |
| Exprimés       | Exprimés                           | Exprimés       | 4 083        | 95,35        | 3 481       | 92,85       |

### Canton de Bayonne-Nord
| Candidats      | Candidats              | Étiquette      | Premier tour | Premier tour | Second tour | Second tour |
| Candidats      | Candidats              | Étiquette      | Voix         | %            | Voix        | %           |
| -------------- | ---------------------- | -------------- | ------------ | ------------ | ----------- | ----------- |
|                | Jean Abbadie*          | PCF            | 1 656        | 23,89        | 2 839       | 47,67       |
|                | Christian Millet-Barbe | RPR            | 1 147        | 16,55        | 3 116       | 52,33       |
|                | Francois Jacque        | DVD            | 1 086        | 15,67        |             |             |
|                | Pierre Pedrosa         | PS             | 1003         | 14,47        |             |             |
|                | Franz de Lenclos       | FN             | 562          | 8,11         |             |             |
|                | Robert Baratchart      | DVD            | 498          | 7,18         |             |             |
|                | Thérèse Urruty         | Verts          | 410          | 5,91         |             |             |
|                | Marie-Pierre Gally     | GE             | 355          | 5,12         |             |             |
|                | Jean-Paul Dubroca      | REG            | 215          | 3,10         |             |             |
|                |                        |                |              |              |             |             |
| Inscrits       | Inscrits               | Inscrits       | 10 896       | 100,00       | 10 892      | 100,00      |
| Abstention     | Abstention             | Abstention     | 3 635        | 33,36        | 4 407       | 40,46       |
| Votants        | Votants                | Votants        | 7 261        | 66,64        | 6 485       | 59,54       |
| Blancs et nuls | Blancs et nuls         | Blancs et nuls | 329          | 4,53         | 530         | 8,17        |
| Exprimés       | Exprimés               | Exprimés       | 6 932        | 95,47        | 5 955       | 91,83       |

*sortant

### Canton de Bayonne-Ouest
| Candidats      | Candidats             | Étiquette      | Premier tour | Premier tour | Second tour | Second tour |
| Candidats      | Candidats             | Étiquette      | Voix         | %            | Voix        | %           |
| -------------- | --------------------- | -------------- | ------------ | ------------ | ----------- | ----------- |
|                | Jean-Louis Domergue   | UDF            | 3 099        | 40,30        | 4 083       | 67,42       |
|                | Michel Pallas         | PS             | 1 403        | 18,25        | 1 973       | 32,58       |
|                | Philippe Hovelacque   | FN             | 730          | 9,49         |             |             |
|                | Renaud d'Elissagaray  | UDF            | 719          | 9,35         |             |             |
|                | Jean-Pierre Carricano | GE             | 602          | 7,83         |             |             |
|                | Danièle Duchateau     | Verts          | 413          | 5,37         |             |             |
|                | Vianney Cier          | REG            | 393          | 5,11         |             |             |
|                | Henri Lagarde         | PCF            | 330          | 4,29         |             |             |
|                |                       |                |              |              |             |             |
| Inscrits       | Inscrits              | Inscrits       | 11 819       | 100,00       | 11 812      | 100,00      |
| Abstention     | Abstention            | Abstention     | 3 848        | 32,56        | 5 273       | 44,64       |
| Votants        | Votants               | Votants        | 7 971        | 67,44        | 6 539       | 55,36       |
| Blancs et nuls | Blancs et nuls        | Blancs et nuls | 282          | 3,54         | 483         | 7,39        |
| Exprimés       | Exprimés              | Exprimés       | 7 689        | 96,46        | 6 056       | 92,61       |

### Canton de Biarritz-Ouest
| Candidats      | Candidats                 | Étiquette      | Premier tour | Premier tour | Second tour | Second tour |
| Candidats      | Candidats                 | Étiquette      | Voix         | %            | Voix        | %           |
| -------------- | ------------------------- | -------------- | ------------ | ------------ | ----------- | ----------- |
|                | Armand Saury*             | RPR            | 2 069        | 36,19        | 3 079       | 69,74       |
|                | Hugues Leglise            | PS             | 855          | 14,96        | 1 336       | 30,26       |
|                | Jean-Michel Duboscq       | DVD            | 797          | 13,94        |             |             |
|                | Ferdinand Ginoux          | FN             | 725          | 12,68        |             |             |
|                | Michel Veunac             | GE             | 643          | 11,25        |             |             |
|                | Maider Hennebutte-Maniort | REG            | 455          | 7,96         |             |             |
|                | William Mathias           | PCF            | 173          | 3,03         |             |             |
|                |                           |                |              |              |             |             |
| Inscrits       | Inscrits                  | Inscrits       | 10 130       | 100,00       | 10 130      | 100,00      |
| Abstention     | Abstention                | Abstention     | 4 166        | 41,13        | 5 306       | 52,38       |
| Votants        | Votants                   | Votants        | 5 964        | 58,87        | 4 824       | 47,62       |
| Blancs et nuls | Blancs et nuls            | Blancs et nuls | 247          | 4,14         | 409         | 8,48        |
| Exprimés       | Exprimés                  | Exprimés       | 5 717        | 95,86        | 4 415       | 91,52       |

*sortant

### Canton de Hasparren
| Candidats      | Candidats                | Étiquette      | Premier tour | Premier tour |
| Candidats      | Candidats                | Étiquette      | Voix         | %            |
| -------------- | ------------------------ | -------------- | ------------ | ------------ |
|                | Jacques Coumet*          | RPR            | 2 932        | 63,05        |
|                | Daniel Camblong          | REG            | 1 283        | 27,59        |
|                | Geneviève Cuisset        | Verts          | 180          | 3,87         |
|                | Eric Sargiacomo          | PS             | 134          | 2,88         |
|                | Robert Heyne             | FN             | 95           | 2,04         |
|                | Patrick Garcia-Fernandez | PCF            | 26           | 0,56         |
|                |                          |                |              |              |
| Inscrits       | Inscrits                 | Inscrits       | 5 931        | 100,00       |
| Abstention     | Abstention               | Abstention     | 1 081        | 18,23        |
| Votants        | Votants                  | Votants        | 4 850        | 81,77        |
| Blancs et nuls | Blancs et nuls           | Blancs et nuls | 200          | 4,12         |
| Exprimés       | Exprimés                 | Exprimés       | 4 650        | 95,88        |

*sortant

### Canton d'Iholdy
| Candidats      | Candidats               | Étiquette      | Premier tour | Premier tour | Second tour | Second tour |
| Candidats      | Candidats               | Étiquette      | Voix         | %            | Voix        | %           |
| -------------- | ----------------------- | -------------- | ------------ | ------------ | ----------- | ----------- |
|                | Jean-Louis Caldichoury* | RPR            | 967          | 32,78        | 1 260       | 42,65       |
|                | Jean-Louis Caset        | PS             | 864          | 29,29        | 1 694       | 57,35       |
|                | Jean-Pierre Curutchet   | DVD            | 546          | 18,51        | Retrait     | Retrait     |
|                | Marie-Andrée Arbelbide  | REG            | 514          | 17,42        | Retrait     | Retrait     |
|                | Christian Pierre        | FN             | 36           | 1,22         |             |             |
|                | Joëlle Jaille           | PCF            | 23           | 0,78         |             |             |
|                |                         |                |              |              |             |             |
| Inscrits       | Inscrits                | Inscrits       | 3 575        | 100,00       | 3 579       | 100,00      |
| Abstention     | Abstention              | Abstention     | 542          | 15,16        | 564         | 15,76       |
| Votants        | Votants                 | Votants        | 3 033        | 84,84        | 3 015       | 84,24       |
| Blancs et nuls | Blancs et nuls          | Blancs et nuls | 83           | 2,74         | 61          | 2,02        |
| Exprimés       | Exprimés                | Exprimés       | 2 950        | 97,26        | 2 954       | 97,98       |

*sortant

### Canton de Jurançon
| Candidats      | Candidats                  | Étiquette      | Premier tour | Premier tour | Second tour | Second tour |
| Candidats      | Candidats                  | Étiquette      | Voix         | %            | Voix        | %           |
| -------------- | -------------------------- | -------------- | ------------ | ------------ | ----------- | ----------- |
|                | Jean-Pierre Léris          | UDF            | 3 391        | 37,82        | 4 675       | 54,61       |
|                | Louis Lucchini*            | PS             | 2 892        | 32,26        | 3 885       | 45,39       |
|                | Franck Monteil             | DVD            | 851          | 9,49         |             |             |
|                | René Pedehourcq-Lahillonne | PCF            | 517          | 5,77         |             |             |
|                | Carine Suissa              | GE             | 432          | 4,82         |             |             |
|                | Odile Dulau                | Verts          | 376          | 4,19         |             |             |
|                | Jean-Marc Lempegnat        | REG            | 281          | 3,13         |             |             |
|                | Dominique Kaczmarek        | DVD            | 226          | 2,52         |             |             |
|                |                            |                |              |              |             |             |
| Inscrits       | Inscrits                   | Inscrits       | 13 421       | 100,00       | 13 419      | 100,00      |
| Abstention     | Abstention                 | Abstention     | 4 029        | 30,02        | 4 348       | 32,40       |
| Votants        | Votants                    | Votants        | 9 392        | 69,98        | 9 071       | 67,60       |
| Blancs et nuls | Blancs et nuls             | Blancs et nuls | 426          | 4,54         | 511         | 5,63        |
| Exprimés       | Exprimés                   | Exprimés       | 8 966        | 95,46        | 8 560       | 94,37       |

*sortant

### Canton de Lagor
| Candidats      | Candidats          | Étiquette      | Premier tour | Premier tour | Second tour | Second tour |
| Candidats      | Candidats          | Étiquette      | Voix         | %            | Voix        | %           |
| -------------- | ------------------ | -------------- | ------------ | ------------ | ----------- | ----------- |
|                | David Habib        | PS             | 3 390        | 47,73        | 4 205       | 64,79       |
|                | Michel Cassassoles | DVD            | 1 672        | 23,54        | 2 285       | 35,21       |
|                | André Cazetien     | PCF            | 923          | 13,00        |             |             |
|                | Monique Becker     | FN             | 799          | 11,25        |             |             |
|                | David Grosclaude   | REG            | 318          | 4,48         |             |             |
|                |                    |                |              |              |             |             |
| Inscrits       | Inscrits           | Inscrits       | 10 551       | 100,00       | 10 551      | 100,00      |
| Abstention     | Abstention         | Abstention     | 3 100        | 29,38        | 3 652       | 34,61       |
| Votants        | Votants            | Votants        | 7 451        | 70,62        | 6 899       | 65,39       |
| Blancs et nuls | Blancs et nuls     | Blancs et nuls | 349          | 4,68         | 409         | 5,93        |
| Exprimés       | Exprimés           | Exprimés       | 7 102        | 95,32        | 6 490       | 94,07       |

### Canton de Laruns
| Candidats      | Candidats                | Étiquette      | Premier tour | Premier tour | Second tour | Second tour |
| Candidats      | Candidats                | Étiquette      | Voix         | %            | Voix        | %           |
| -------------- | ------------------------ | -------------- | ------------ | ------------ | ----------- | ----------- |
|                | Henri Eyt*               | RPR            | 1 116        | 47,69        | 1 193       | 48,77       |
|                | Jean Baylaucq            | PS             | 1 003        | 42,86        | 1 253       | 51,23       |
|                | André Le Floch           | PCF            | 162          | 6,92         |             |             |
|                | Nathalie Socquet-Juglard | FN             | 59           | 2,52         |             |             |
|                |                          |                |              |              |             |             |
| Inscrits       | Inscrits                 | Inscrits       | 3 103        | 100,00       | 3 103       | 100,00      |
| Abstention     | Abstention               | Abstention     | 627          | 20,21        | 547         | 17,63       |
| Votants        | Votants                  | Votants        | 2 476        | 79,79        | 2 556       | 82,37       |
| Blancs et nuls | Blancs et nuls           | Blancs et nuls | 136          | 5,49         | 110         | 4,30        |
| Exprimés       | Exprimés                 | Exprimés       | 2 340        | 94,51        | 2 446       | 95,70       |

*sortant

### Canton de Lasseube
| Candidats      | Candidats           | Étiquette      | Premier tour | Premier tour |
| Candidats      | Candidats           | Étiquette      | Voix         | %            |
| -------------- | ------------------- | -------------- | ------------ | ------------ |
|                | Michel Maumus*      | PS             | 1 211        | 67,92        |
|                | René Bourdet-Pees   | DVD            | 301          | 16,88        |
|                | Marie-Laure Lambert | REG            | 120          | 6,73         |
|                | Roger Campays       | FN             | 79           | 4,43         |
|                | Michel Bertranine   | PCF            | 72           | 4,04         |
|                |                     |                |              |              |
| Inscrits       | Inscrits            | Inscrits       | 2 297        | 100,00       |
| Abstention     | Abstention          | Abstention     | 433          | 18,85        |
| Votants        | Votants             | Votants        | 1 864        | 81,15        |
| Blancs et nuls | Blancs et nuls      | Blancs et nuls | 81           | 4,35         |
| Exprimés       | Exprimés            | Exprimés       | 1 783        | 95,65        |

*sortant

### Canton de Lembeye
| Candidats      | Candidats                | Étiquette      | Premier tour | Premier tour |
| Candidats      | Candidats                | Étiquette      | Voix         | %            |
| -------------- | ------------------------ | -------------- | ------------ | ------------ |
|                | René Pebernard*          | RPR            | 1 850        | 57,63        |
|                | Michel Chantre           | PS             | 824          | 25,67        |
|                | Jean-Claude Marcou-Soule | PCF            | 233          | 7,26         |
|                | Jean-Luc Landi           | REG            | 154          | 4,80         |
|                | Hervé Constantin         | FN             | 149          | 4,64         |
|                |                          |                |              |              |
| Inscrits       | Inscrits                 | Inscrits       | 4 255        | 100,00       |
| Abstention     | Abstention               | Abstention     | 908          | 21,34        |
| Votants        | Votants                  | Votants        | 3 347        | 78,66        |
| Blancs et nuls | Blancs et nuls           | Blancs et nuls | 137          | 4,09         |
| Exprimés       | Exprimés                 | Exprimés       | 3 210        | 95,91        |

*sortant

### Canton de Lescar
| Candidats      | Candidats               | Étiquette      | Premier tour | Premier tour | Second tour | Second tour |
| Candidats      | Candidats               | Étiquette      | Voix         | %            | Voix        | %           |
| -------------- | ----------------------- | -------------- | ------------ | ------------ | ----------- | ----------- |
|                | René Claverie*          | UDF            | 4 895        | 42,67        | 5 958       | 60,16       |
|                | André Mariette          | PS             | 2 973        | 25,92        | 3 945       | 39,84       |
|                | Bernard Laclau-Lacrouts | GE             | 1 464        | 12,76        |             |             |
|                | Alexis Arette           | FN             | 1 394        | 12,15        |             |             |
|                | Marcel Reyna-Sanchez    | PCF            | 477          | 4,16         |             |             |
|                | Serge Lassus            | REG            | 269          | 2,34         |             |             |
|                |                         |                |              |              |             |             |
| Inscrits       | Inscrits                | Inscrits       | 16 299       | 100,00       | 16 300      | 100,00      |
| Abstention     | Abstention              | Abstention     | 4 270        | 26,20        | 5 456       | 33,47       |
| Votants        | Votants                 | Votants        | 12 029       | 73,80        | 10 844      | 66,53       |
| Blancs et nuls | Blancs et nuls          | Blancs et nuls | 557          | 4,63         | 941         | 8,68        |
| Exprimés       | Exprimés                | Exprimés       | 11 472       | 95,37        | 9 903       | 91,32       |

*sortant

### Canton de Monein
| Candidats      | Candidats          | Étiquette      | Premier tour | Premier tour | Second tour | Second tour |
| Candidats      | Candidats          | Étiquette      | Voix         | %            | Voix        | %           |
| -------------- | ------------------ | -------------- | ------------ | ------------ | ----------- | ----------- |
|                | Maurice Bahurlet*  | PS             | 2 353        | 48,67        | 2 520       | 52,99       |
|                | Bernard Place      | RPR            | 1 967        | 40,68        | 2 236       | 47,01       |
|                | Jacqueline Roussie | PCF            | 300          | 6,20         |             |             |
|                | Richard Bitalis    | FN             | 215          | 4,45         |             |             |
|                |                    |                |              |              |             |             |
| Inscrits       | Inscrits           | Inscrits       | 6 542        | 100,00       | 6 541       | 100,00      |
| Abstention     | Abstention         | Abstention     | 1 505        | 23,01        | 1 567       | 23,96       |
| Votants        | Votants            | Votants        | 5 037        | 76,99        | 4 974       | 76,04       |
| Blancs et nuls | Blancs et nuls     | Blancs et nuls | 202          | 4,01         | 218         | 4,38        |
| Exprimés       | Exprimés           | Exprimés       | 4 835        | 95,99        | 4 756       | 95,62       |

*sortant

### Canton de Navarrenx
| Candidats      | Candidats          | Étiquette      | Premier tour | Premier tour | Second tour | Second tour |
| Candidats      | Candidats          | Étiquette      | Voix         | %            | Voix        | %           |
| -------------- | ------------------ | -------------- | ------------ | ------------ | ----------- | ----------- |
|                | Joseph Sarrat*     | DVD            | 1 468        | 40,78        | 1 647       | 45,11       |
|                | Jacques Pedehontaa | DVD            | 1 232        | 34,22        | 1 907       | 52,23       |
|                | Eliane Sbrugnera   | PS             | 618          | 17,17        | 97          | 2,66        |
|                | Michel Payen       | FN             | 192          | 5,33         |             |             |
|                | Marguerite Labadot | PCF            | 90           | 2,50         |             |             |
|                |                    |                |              |              |             |             |
| Inscrits       | Inscrits           | Inscrits       | 4 720        | 100,00       | 4 720       | 100,00      |
| Abstention     | Abstention         | Abstention     | 958          | 20,30        | 964         | 20,42       |
| Votants        | Votants            | Votants        | 3 762        | 79,70        | 3 756       | 79,58       |
| Blancs et nuls | Blancs et nuls     | Blancs et nuls | 162          | 4,31         | 105         | 2,80        |
| Exprimés       | Exprimés           | Exprimés       | 3 600        | 95,69        | 3 651       | 97,20       |

*sortant

### Canton de Nay-Est
| Candidats      | Candidats               | Étiquette      | Premier tour | Premier tour | Second tour | Second tour |
| Candidats      | Candidats               | Étiquette      | Voix         | %            | Voix        | %           |
| -------------- | ----------------------- | -------------- | ------------ | ------------ | ----------- | ----------- |
|                | Pierre Lavigne-du-Cadet | PS             | 2 474        | 30,65        | 3 867       | 51,71       |
|                | Jean Matheu             | RPR            | 1 524        | 18,88        | 3 611       | 48,29       |
|                | Jean Salles-Loustau     | DVD            | 1 421        | 17,60        | Retrait     | Retrait     |
|                | Michel Bouyrie          | DVD            | 1 139        | 14,11        | Retrait     | Retrait     |
|                | Marie-José Badet        | PCF            | 491          | 6,08         |             |             |
|                | Jocelyne Frajdenberg    | Verts          | 458          | 5,67         |             |             |
|                | Henri Daudu             | FN             | 431          | 5,34         |             |             |
|                | Alain Cazenave-Piarrot  | REG            | 135          | 1,67         |             |             |
|                |                         |                |              |              |             |             |
| Inscrits       | Inscrits                | Inscrits       | 10 736       | 100,00       | 10 732      | 100,00      |
| Abstention     | Abstention              | Abstention     | 2 235        | 20,82        | 2 563       | 23,88       |
| Votants        | Votants                 | Votants        | 8 501        | 79,18        | 8 169       | 76,12       |
| Blancs et nuls | Blancs et nuls          | Blancs et nuls | 428          | 5,03         | 691         | 8,46        |
| Exprimés       | Exprimés                | Exprimés       | 8 073        | 94,97        | 7 478       | 91,54       |

### Canton d'Oloron-Sainte-Marie-Est
| Candidats      | Candidats                 | Étiquette      | Premier tour | Premier tour | Second tour | Second tour |
| Candidats      | Candidats                 | Étiquette      | Voix         | %            | Voix        | %           |
| -------------- | ------------------------- | -------------- | ------------ | ------------ | ----------- | ----------- |
|                | Bertrand Loustalot-Forest | RPR            | 1 821        | 27,57        | 3 427       | 57,14       |
|                | Jean Renault              | PS             | 1 356        | 20,53        | 2 571       | 42,86       |
|                | Jacques Lestelle          | UDF            | 921          | 13,94        | Retrait     | Retrait     |
|                | Raymond Villalba          | PCF            | 685          | 10,37        |             |             |
|                | Jean-François Baye-Pouey  | PS             | 573          | 8,68         |             |             |
|                | Jean-Jacques Barthalou    | REG            | 479          | 7,25         |             |             |
|                | Humbert Sachot            | FN             | 434          | 6,57         |             |             |
|                | Eric Petetin              | Verts          | 336          | 5,09         |             |             |
|                |                           |                |              |              |             |             |
| Inscrits       | Inscrits                  | Inscrits       | 9 144        | 100,00       | 9 144       | 100,00      |
| Abstention     | Abstention                | Abstention     | 2 132        | 23,32        | 2 513       | 27,48       |
| Votants        | Votants                   | Votants        | 7 012        | 76,68        | 6 631       | 72,52       |
| Blancs et nuls | Blancs et nuls            | Blancs et nuls | 407          | 5,80         | 633         | 9,55        |
| Exprimés       | Exprimés                  | Exprimés       | 6 605        | 94,20        | 5 998       | 90,45       |

### Canton de Pau-Centre
| Candidats      | Candidats                  | Étiquette      | Premier tour | Premier tour | Second tour | Second tour |
| Candidats      | Candidats                  | Étiquette      | Voix         | %            | Voix        | %           |
| -------------- | -------------------------- | -------------- | ------------ | ------------ | ----------- | ----------- |
|                | Jean-Pierre Caye*          | RPR            | 3 141        | 38,76        | 4 054       | 56,32       |
|                | Josy Poueyto               | PS             | 2 509        | 30,96        | 3 144       | 43,68       |
|                | Pierre Esposito            | FN             | 1 084        | 13,38        |             |             |
|                | Luc Bianchini              | Verts          | 717          | 8,85         |             |             |
|                | Bernard Ferrer             | PCF            | 407          | 5,02         |             |             |
|                | Francoise Cazenave-Piarrot | REG            | 186          | 2,30         |             |             |
|                | Béatrice Tujague           | EXG            | 59           | 0,73         |             |             |
|                |                            |                |              |              |             |             |
| Inscrits       | Inscrits                   | Inscrits       | 13 297       | 100,00       | 13 394      | 100,00      |
| Abstention     | Abstention                 | Abstention     | 4 826        | 36,29        | 5 618       | 41,94       |
| Votants        | Votants                    | Votants        | 8 471        | 63,71        | 7 776       | 58,06       |
| Blancs et nuls | Blancs et nuls             | Blancs et nuls | 368          | 4,34         | 578         | 7,43        |
| Exprimés       | Exprimés                   | Exprimés       | 8 103        | 95,66        | 7 198       | 92,57       |

*sortant

### Canton de Pau-Ouest
| Candidats      | Candidats           | Étiquette      | Premier tour | Premier tour | Second tour | Second tour |
| Candidats      | Candidats           | Étiquette      | Voix         | %            | Voix        | %           |
| -------------- | ------------------- | -------------- | ------------ | ------------ | ----------- | ----------- |
|                | Jean Gougy*         | RPR            | 3 119        | 46,33        | 3 803       | 66,49       |
|                | Philippe Joachim    | PS             | 1 425        | 21,17        | 1 917       | 33,51       |
|                | Jacques Henriot     | FN             | 778          | 11,56        |             |             |
|                | Michel Hausard      | GE             | 714          | 10,61        |             |             |
|                | Peppino Terpolilli  | PCF            | 275          | 4,08         |             |             |
|                | Simon Uzan          | DVD            | 249          | 3,70         |             |             |
|                | Michel Arroseres    | REG            | 96           | 1,43         |             |             |
|                | Jean-Michel Cazalet | EXG            | 76           | 1,13         |             |             |
|                |                     |                |              |              |             |             |
| Inscrits       | Inscrits            | Inscrits       | 10 601       | 100,00       | 10 588      | 100,00      |
| Abstention     | Abstention          | Abstention     | 3 536        | 33,36        | 4 329       | 40,89       |
| Votants        | Votants             | Votants        | 7 065        | 66,64        | 6 259       | 59,11       |
| Blancs et nuls | Blancs et nuls      | Blancs et nuls | 333          | 4,71         | 539         | 8,61        |
| Exprimés       | Exprimés            | Exprimés       | 6 732        | 95,29        | 5 720       | 91,39       |

*sortant

### Canton de Pau-Nord
| Candidats      | Candidats         | Étiquette      | Premier tour | Premier tour | Second tour | Second tour |
| Candidats      | Candidats         | Étiquette      | Voix         | %            | Voix        | %           |
| -------------- | ----------------- | -------------- | ------------ | ------------ | ----------- | ----------- |
|                | René Cazenave*    | PS             | 2 776        | 40,73        | 3 108       | 50,20       |
|                | Gaston Prieu      | RPR            | 2 198        | 32,25        | 3 083       | 49,80       |
|                | Roland Tosi       | FN             | 794          | 11,65        |             |             |
|                | Christian Meffre  | Verts          | 576          | 8,45         |             |             |
|                | Hélène Lerou      | PCF            | 257          | 3,77         |             |             |
|                | Dominique Sarrade | DVD            | 153          | 2,24         |             |             |
|                | Pierre Ruscassie  | EXG            | 62           | 0,91         |             |             |
|                |                   |                |              |              |             |             |
| Inscrits       | Inscrits          | Inscrits       | 10 750       | 100,00       | 10 749      | 100,00      |
| Abstention     | Abstention        | Abstention     | 3 678        | 34,21        | 4 140       | 38,52       |
| Votants        | Votants           | Votants        | 7 072        | 65,79        | 6 609       | 61,48       |
| Blancs et nuls | Blancs et nuls    | Blancs et nuls | 256          | 3,62         | 418         | 6,32        |
| Exprimés       | Exprimés          | Exprimés       | 6 816        | 96,38        | 6 191       | 93,68       |

*sortant

### Canton de Saint-Jean-Pied-de-Port
| Candidats      | Candidats         | Étiquette      | Premier tour | Premier tour | Second tour | Second tour |
| Candidats      | Candidats         | Étiquette      | Voix         | %            | Voix        | %           |
| -------------- | ----------------- | -------------- | ------------ | ------------ | ----------- | ----------- |
|                | Michel Inchauspe* | RPR            | 2 042        | 48,68        | 2 162       | 51,05       |
|                | José Larre        | REG            | 1 130        | 26,94        | 1 260       | 29,75       |
|                | François Maitia   | PS             | 863          | 20,57        | 813         | 19,20       |
|                | Robert Bouchet    | FN             | 109          | 2,60         |             |             |
|                | Thierry Mangado   | PCF            | 51           | 1,22         |             |             |
|                |                   |                |              |              |             |             |
| Inscrits       | Inscrits          | Inscrits       | 5 625        | 100,00       | 5 622       | 100,00      |
| Abstention     | Abstention        | Abstention     | 1 236        | 21,97        | 1 303       | 23,18       |
| Votants        | Votants           | Votants        | 4 389        | 78,03        | 4 319       | 76,82       |
| Blancs et nuls | Blancs et nuls    | Blancs et nuls | 194          | 4,42         | 84          | 1,94        |
| Exprimés       | Exprimés          | Exprimés       | 4 195        | 95,58        | 4 235       | 98,06       |

*sortant

### Canton de Tardets-Sorholus
| Candidats      | Candidats                | Étiquette      | Premier tour | Premier tour | Second tour | Second tour |
| Candidats      | Candidats                | Étiquette      | Voix         | %            | Voix        | %           |
| -------------- | ------------------------ | -------------- | ------------ | ------------ | ----------- | ----------- |
|                | Pierre Erbin*            | PS             | 853          | 33,26        | 1 247       | 49,25       |
|                | Michel Arhancet          | UDF            | 675          | 26,32        | 1 285       | 50,75       |
|                | Michel Castan            | RPR            | 559          | 21,79        | Retrait     | Retrait     |
|                | André Porte-Laborde      | DVD            | 177          | 6,90         |             |             |
|                | Jean-Dominique Iriart    | REG            | 128          | 4,99         |             |             |
|                | Jean-Claude Sagardoyburu | PCF            | 126          | 4,91         |             |             |
|                | Guillaume Elissalt       | FN             | 47           | 1,83         |             |             |
|                |                          |                |              |              |             |             |
| Inscrits       | Inscrits                 | Inscrits       | 3 404        | 100,00       | 3 403       | 100,00      |
| Abstention     | Abstention               | Abstention     | 781          | 22,94        | 763         | 22,42       |
| Votants        | Votants                  | Votants        | 2 623        | 77,06        | 2 640       | 77,58       |
| Blancs et nuls | Blancs et nuls           | Blancs et nuls | 58           | 2,21         | 108         | 4,09        |
| Exprimés       | Exprimés                 | Exprimés       | 2 565        | 97,79        | 2 532       | 95,91       |

*sortant